# Тумелиллская кирха
Тумелиллская кирха (швед. Tomelilla kyrka) — лютеранский храм в Тумелилле, в коммуне Тумелилла в лене Сконе. Является храмом церковного прихода Тумелилла епархии Лунда Шведской Церкви. В 1908 году был построен как кладбищенская часовня по проекту архитектора Альфреда Арвидиуса; достроен и преобразован в храм в 1926 году.
В начале XX века община в Тумелилле была приписана к приходу в Трюде.В 1908 году в городке появилась кладбищенская часовня в стиле модерн, построенная по проекту архитектора Альфреда Арвидиуса. В 1926 году, с основанием самостоятельного прихода в Тумелилле, часовня была частично перестроена и стала приходской церковью. Вместо обычной для христианских церквей ориентации с алтарём на востоке, храм ориентирован с севера на юг с колокольней и входом на севере, а алтарём на юге. Каркас и фасады здания выполнены из кирпича. Колокольня, неф и алтарь имеют остроконечные крыши, покрытые черепицей.
В 1958 году церковь была отремонтирована под руководством архитектора Эйлера Гребе. В первой половине 1970-х годов в храме провели капитальную реконструкцию; особенно большие изменения затронули интерьеры церкви. Работы проводились под руководством архитектора Торстена Леон-Нильсона. Окна алтаря и пара окон в нефе были украшены витражами художника Мартина Шёблома. На витражах изображены события из жизни Иисуса Христа; в восточном окне представлены Рождество и евангельская история о раздаче пяти ячменных хлебов и двух рыб, в западном окне представлены Нагорная проповедь и Снятие с креста.
На алтаре 1973 года, возведённом по проекту архитектора Торстена Леон-Нильсона, стоит большой стеклянный крест, который, как и большие алтарные подсвечники, изготовлен на стекольном заводе Линдшаммара в Смоланде. Алтарный образ написан художником Хеннингом Мальмстремом из Мальмё. На нём изображён Иисус Христос в Гефсимании. Рама для алтарного образа была также спроектирована Леон-Нильсоном, как и купель для крещения из местного песчаника, изготовленная мастером-каменщиком Эриком Йоханссоном из Долби. Автором дизайна серебряной крестильной утвари является архитектор Эйнар Лундберг, а воплотил замысел мастер М. Лайзел из Треллеборга. В нише слева от хоров находится скульптура Богоматери, а точнее крестильного ангела с младенцем во чреве, созданная художником Бертилем Аркрансом. Им также была написана картина, изображающая историю творения мира и находящаяся справа от хоров. Чугунный церковный колокол был отлит в 1928 году на литейном заводе М. и О. Ольссонов в Истаде. В церкви установлен механический орган, изготовленный в 1959 году Органной мастерской Фредериксборга в Хиллерёде, в Дании.